# Krzysztof Matyjaszczyk
Krzysztof Adam Matyjaszczyk (ur. 27 maja 1974 w Radomsku) – polski polityk i samorządowiec, poseł na Sejm VI kadencji (2007–2010), od 2010 prezydent Częstochowy.

## Życiorys
Ukończył budownictwo i zarządzanie na Politechnice Częstochowskiej, gdzie działał w organizacjach studenckich. Wstąpił do Sojuszu Lewicy Demokratycznej. Kierował pracami rady dzielnicy Raków. W latach 2002–2007 zasiadał w radzie miasta Częstochowy, pełniąc funkcję wiceprzewodniczącego. Pracował także jako zastępca naczelnika w starostwie częstochowskim.
Był przewodniczącym Federacji Młodych Socjaldemokratów w Częstochowie, został następnie przewodniczącym częstochowskiego SLD i wiceprzewodniczącym rady wojewódzkiej tej partii w Katowicach. W wyborach parlamentarnych w 2005 z listy SLD bez powodzenia startował do Sejmu. W wyborach samorządowych w 2006 z ramienia koalicji Lewica i Demokraci kandydował na prezydenta Częstochowy, zajmując 3. miejsce spośród 6 kandydatów (uzyskał 14 683 głosów, co stanowiło 20,83%).
W przedterminowych wyborach w 2007 został wybrany na posła, kandydując z listy LiD w częstochowskim okręgu wyborczym i otrzymując 16 432 głosów. 22 kwietnia 2008 został członkiem nowo powołanego klubu Lewica (we wrześniu 2010 przemianowanego na klub poselski SLD), a 11 lipca 2008 członkiem komisji śledczej do zbadania sprawy zarzutu nielegalnego wywierania wpływu na funkcjonariuszy policji, służb specjalnych, prokuratorów i osoby pełniące funkcje w organach wymiaru sprawiedliwości.
W wyborach samorządowych w 2010 ponownie wystartował jako kandydat SLD na urząd prezydenta Częstochowy. W pierwszej turze uzyskał 35 045 (45,83%) głosów. Przeszedł do drugiej tury z Izabelą Leszczyną z PO, która otrzymała 16 815 głosów (21,99%). W drugiej turze uzyskał wynik 33 696 (70,89%) głosów wobec 13 840 (29,11%) głosów dla jego kontrkandydatki. W związku z wyborem na funkcję samorządową 7 grudnia 2010 utracił mandat poselski. Obowiązki prezydenta Częstochowy objął 10 grudnia tego samego roku po złożeniu ślubowania. W wyborach samorządowych w 2014 z powodzeniem ubiegał się o reelekcję, otrzymując w drugiej turze 56,72% głosów i pokonując w niej kandydata PiS Artura Warzochę.  W 2018 został wybrany na kolejną kadencję w pierwszej turze, uzyskując 59,76% głosów. W listopadzie 2019 został członkiem Europejskiego Komitetu Regionów, w którym dołączył do frakcji Partii Europejskich Socjalistów. Zasiadł w Komisji Polityki Gospodarczej (ECON) oraz Komisji Polityki Społecznej, Edukacji, Zatrudnienia, Badań Naukowych i Kultury (SEDEC). Powoływany w skład rad nadzorczych Krakowskiego Holdingu Komunalnego, Miejskiego Przedsiębiorstwa Wodociągów i Kanalizacji w Będzinie oraz Rejonowego Przedsiębiorstwa Wodociągów oraz Kanalizacji w Zawierciu. W 2024 został wybrany na czwartą kadencję. W pierwszej turze tych wyborów uzyskał 31,93% głosów, natomiast w drugiej turze z wynikiem 57,76% pokonał kandydatkę PiS Monikę Pohorecką.